# Pryteria ilicis
Pryteria ilicis är en fjärilsart som beskrevs av Jorgensen 1932. Pryteria ilicis ingår i släktet Pryteria och familjen björnspinnare. Inga underarter finns listade i Catalogue of Life.